# 植芝盛平
植芝盛平（1883年12月14日—1969年4月26日）是日本非常知名的一位武術家，他同時也是合氣道的創始人。

## 生平
植芝盛平生於日本的和歌山縣西牟婁郡西之谷村（位於今田邊市），他是家中唯一的一位男孩，而父親與六則是當地的一位地主。童年時期，植芝盛平全家生活在京都，父親在同時也開始加入政治圈。
因為小時後身體非常瘦弱，所以植芝從小就開始練習相撲和游泳，而他的父親為了鍛鍊他，還將他送到他爺爺那裡，由他的爺爺照顧。植芝盛平的爺爺在年輕時輩是一位非常強壯的武士。而同時植芝的父親因為政治理念不合，遭到對手政客攻擊而受傷，更是加深了植芝盛平要有強健體魄的觀念。
植芝盛平經學習過非常多的武術，但是範圍並不廣泛。他曾經學習過柳生心眼流柔術、天神真揚流柔術、柔道等，之後當他移居到北海道時，又學習了大東流合氣柔術。
1920年到30年之間，植芝盛平已經取得合氣柔術的師父資格，並且開始教授學生。
1969年（昭和44年）逝世。其子植芝吉祥丸成为第二代掌门人。

## 相关出版物
- 砂泊兼基「合氣道開祖植芝盛平」講談社，1969.2
- 植芝吉祥丸 編「合氣道開祖：植芝盛平生誕百年」講談社，1983.5

## 內部連結
- 合氣道